# 聖ロクスの施し

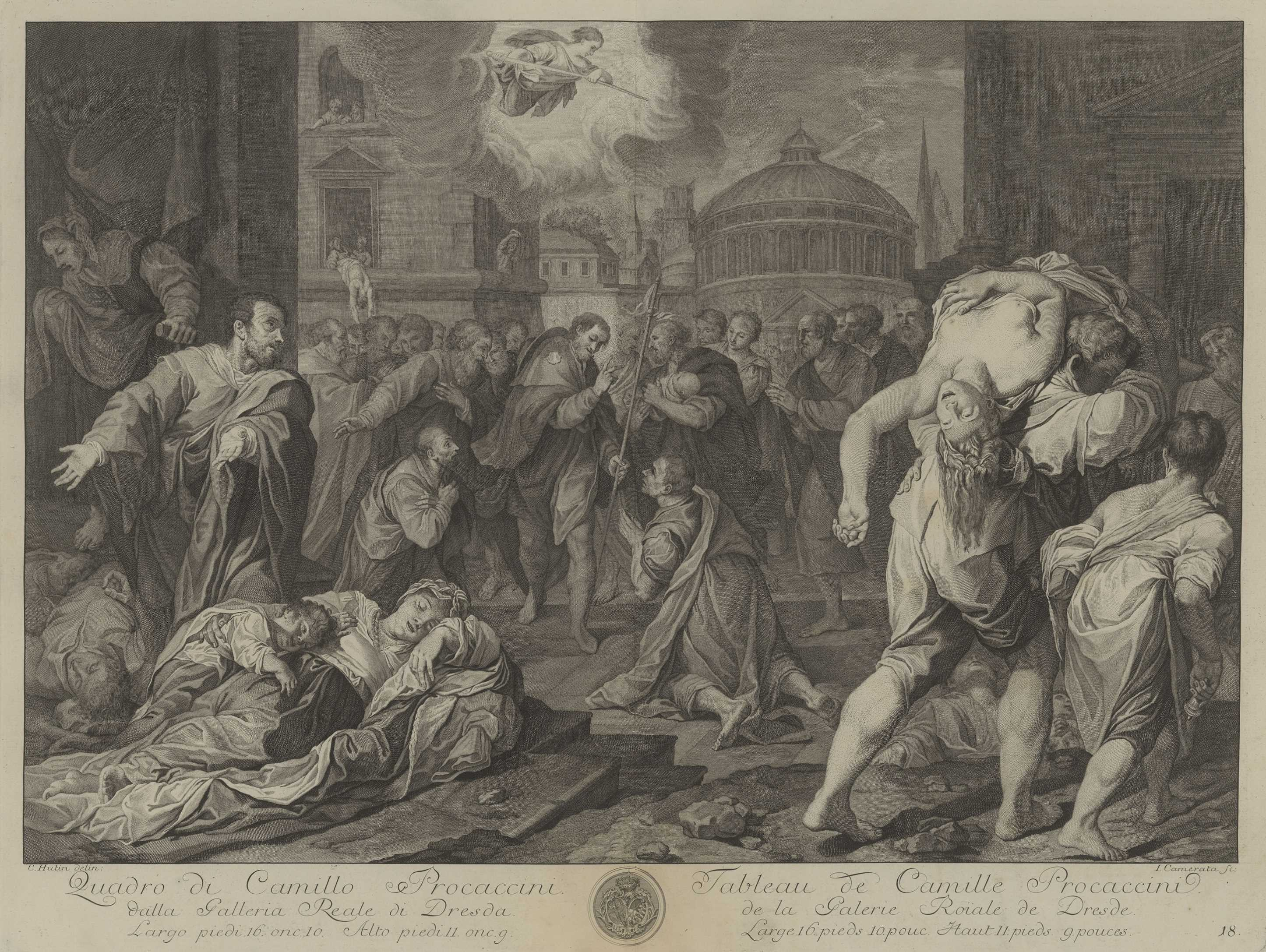
カミッロ・プロカッチーニの失われた絵画の版画

『聖ロクスの施し』（せいロクスのほどこし、独: Die Almosenspende des heiligen Rochus、英: Saint Roch Giving Alms）は、イタリアのバロック絵画の巨匠アンニーバレ・カラッチがキャンバス上に油彩で制作した絵画である。ペストの守護聖人である聖ロクスの慈善を主題としている。絵画は1587-1588年に委嘱され、1595年になってようやく完成した。現在、ドレスデンのアルテ・マイスター絵画館に所蔵されている。

## 作品
絵画の委嘱時期については、画家が本作の委嘱者たちに当てた1595年7月8日の手紙に「7年前」委嘱されたと述べていることにより判明している。その委嘱時期は、やはりドレスデンのアルテ・マイスター絵画館蔵の『聖母被昇天』とほぼ同じである。本作は、上述の同心会祈祷所の長い壁 (破壊されている) のために意図されたもので、カミッロ・プロカッチーニの同じ形式の『疫病患者を癒す聖ロクス』 (1586年ごろ、ドレスデン空襲で焼失) と向かい合わせに掛けられた。
伝承によれば、聖ロクスは13世紀末にモンペリエの高貴な家に生まれた。彼は、隠修士として生きるために全財産を貧者に分け与え、巡礼の旅に出た。当時、大流行していたペストの患者を助けながらローマを目指し、途中で起こした奇蹟により有名になる。ローマからの帰途、彼自身もペストに罹るが、毎日パンを咥えた犬が彼のもとに通い、さらに天使が現れて彼を治癒したという。
『聖ロクスの施し』は、フレスコ画を別としてアンニーバレがキャンバス上に描いた最大の絵画で、彼がローマに移る以前の時期の集大成といえるものである。画家はフェデリコ・バロッチから動きのあるリズミカルな構図と色彩を学び、コレッジョからはその親しみやすい人物表現や優美な装飾効果を採用した。ヴェネツィアを訪れて学んだヴェネツィア派、特にヴェロネーゼからは本作に見られる群像処理の影響を受け、それは研究者デニス・マホンにより「最初の偉大なバロックの群衆構成」と評された。対角線上に展開する構図には、市井への現実観察が息づいている。

## ギャラリー

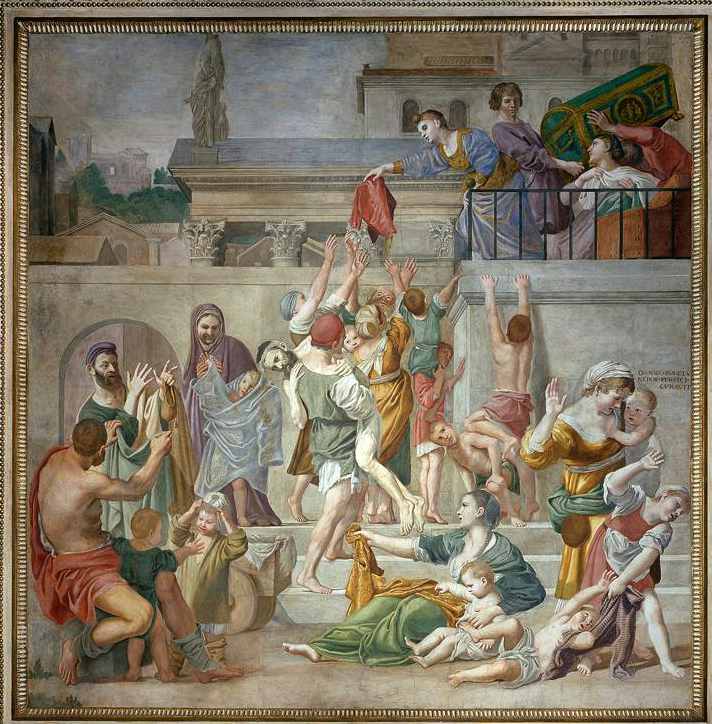
ドメニキーノ『聖ロクスの施し』 (1612–1615年)、サン・ルイージ・デイ・フランチェージ教会、ローマ
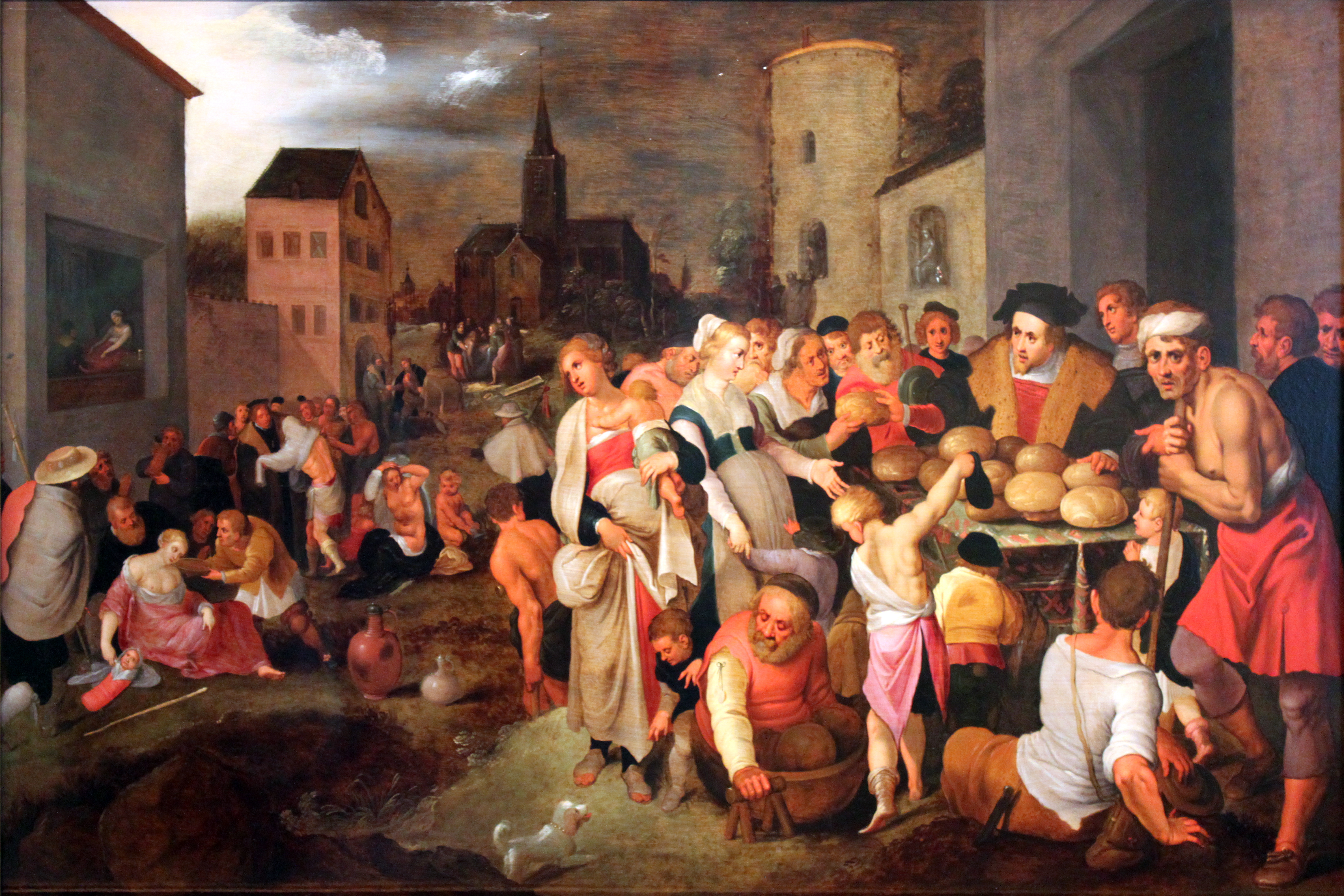
フランス・フランケン (子)（英語版） 『七つの慈悲の行い』 (1605年)、ドイツ歴史博物館（英語版）、ベルリン
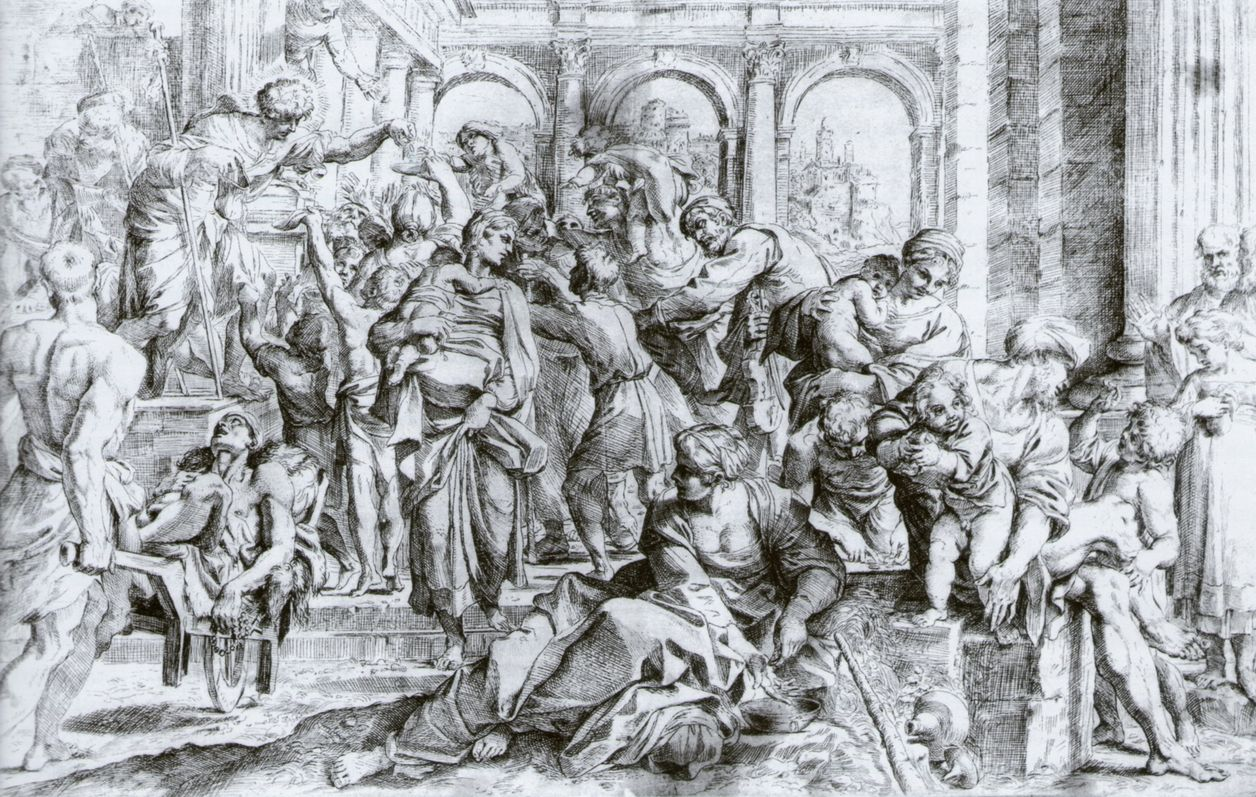
グイド・レーニ、またはフランチェスコ・ブリツィオ (Francesco Brizio) 『聖ロクスの施し』 (絵画にもとづく版画)